# 스크릴

스크릴(Skrill, 과거 사명: 몽키부커스/Monkeybookers)은 2001년 설립된 전자지갑 제공 기업으로, 일정 범위의 온라인 지불 및 송금 서비스를 제공한다.
런칭한 이래로 스크릴은 120개국 이상에서 운영하도록 확장되었으며 40개 통화에서 디지털 지갑을 제공한다. 고객은 카드, 은행 송금, 수많은 대체 지불 방식을 포함한 다양한 지불 옵션을 사용하여 자신의 스크릴 지갑에 돈을 올릴 수 있다.
스크릴은 유럽과 전 세계에 서비스를 활성화하기 위한 수많은 라이선스를 보유하고 있다. 스크릴은 아일랜드섬의 기업 페이세이프 페이먼트 솔루션스 리미티드에 의해 운영되며 아일랜드 중앙은행에 의해 규제를 받는다.